# Josef Senft
Josef Senft (* 18. Februar 1944 in Hagenau bei Falkenstein; † 24. Januar 2023 in Bonn) war ein deutscher römisch-katholischer Theologe und Hochschullehrer.

## Leben
Senft studierte Philosophie und römisch-katholische Theologie an der Universitäten Trier, Regensburg und Würzburg, wo er 1977 bei Wilhelm Dreier promovierte. 1989 habilitierte er sich im Fach Christliche Sozialwissenschaft mit der Arbeit Im Prinzip von unten. Redefinition des Subsidiaritätsgrundsatzes für ein solidarisches Ethos. Von 1975 bis 1980 war er bei der Arbeitsgemeinschaft katholischer Studenten- und Hochschulgemeinden in Bonn als Referent im Projektbereich Dritte Welt tätig.
Von 1980 bis 2009 arbeitete er als Hochschullehrer für Religionspädagogik und Sozialethik an der Universität zu Köln. 1998 wurde er zusätzlich von der Universität Würzburg zum außerplanmäßigen Professor ernannt. Senft war verheiratet und hatte drei Kinder.

## Schriften (Auswahl)
- EU zwischen Krise und Hoffnung – Das Subsidiaritätsprinzip wird zur Entsolidarisierung missbraucht. In: Stimmen der Zeit. Heft 5/2019, Mai 2019, S. 323–335 (Digitalisat [abgerufen am 3. Februar 2023]).
- Befreiungstheologie und Religionsunterricht, in: KERYKS Religionspädagogisches Forum. International – interkulturell – interdisziplinär, 9 (2010) S. 215–232.
- Mehr Bürgernähe und Demokratie in der EU durch konsequentere Realisierung des Subsidiaritätsprinzips, in: Informationes Theologiae Europae. Internationales ökumenisches Jahrbuch für Theologie, hrsg. von U.Nembach, in Verbindung mit H.Rusterholz und P.M.Zulehner, Berlin u. a. 2017/2018, 201–214, ISBN 978-3-631-79703-7.
- Subjektwerden in Solidarität. Sozialethische Rücksichtnahmen im Religionsunterricht fördern, Berlin 2006, ISBN 3-8258-0004-0.
- Im Prinzip von unten. Redefinition des Subsidiaritätsgrundsatzes für ein solidarisches Ethos, Frankfurt am Main 1990, ISBN 3-631-42285-7.
- Entwicklungshilfe oder Entwicklungspolitik. Ein interessenpolitisches Spannungsfeld – dargestellt am kirchlichen Hilfswerk Misereor, Münster 1978, ISBN 3-7923-0424-4.